# Fibraurea recisa
Fibraurea recisa är en tvåhjärtbladig växtart som beskrevs av Jean Baptiste Louis Pierre. Fibraurea recisa ingår i släktet Fibraurea och familjen Menispermaceae. Inga underarter finns listade i Catalogue of Life.